# Kutsajoki
Kutsajoki (ros. Кутсайоки) – rzeka w Rosji, w obwodzie murmańskim, w południowej części Półwyspu Kolskiego. Ma 44 km długości a jej dorzecze zajmuje powierzchnię 1350 km². Wypływa z jeziora Niwajarwi i uchodzi do rzeki Tumcza.